# 岐阜市交通事業部

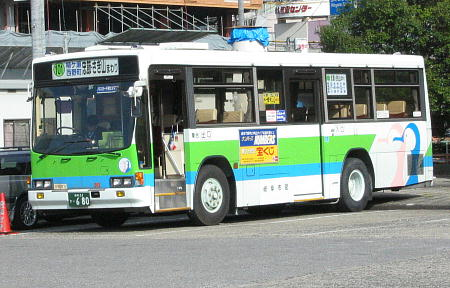
岐阜市営バスの車両
いすゞ・キュービック（岐阜駅前）

岐阜市交通事業部（ぎふしこうつうじぎょうぶ）は岐阜県岐阜市で乗合バス・貸切バス事業を行っていた地方公営企業。当名称は2003年度（平成15年度）からで、それまでは岐阜市交通部と称していた。通称は岐阜市営バス（ぎふしえいバス）。

## 概要
1949年（昭和24年）設立。12路線を運行していた。
市内におけるモータリゼーション進展により、慢性的な道路渋滞で定時性が悪化した結果、ほとんどの路線が不採算となり、2002年（平成12年）時点での赤字額は年間で合計10億円を超過していた。
そのため、2001年（平成13年）に貸切バス事業を廃止。乗合バス事業についても、2003年（平成15年）度から岐阜乗合自動車（岐阜バス）へ3年かけて段階的に路線と車両を譲渡し、2005年（平成17年）4月1日付で廃止された。

なお、岐阜バスへ譲渡した路線については、譲渡後3年間は運賃・本数を維持するという条件が付された。岐阜市南柿ヶ瀬にあった市交通事業部庁舎も岐阜バスに引き継がれ、同社の柿ヶ瀬営業所となっている。

## バスカード
1997年（平成9年）に「名鉄バスカード」を導入。岐阜市営バス、岐阜バス（高速・空港線除く）、岐阜地区の名鉄バス（当時は名古屋鉄道直営、岐阜市内と高富を結ぶ路線のみ）の3事業者で共通利用できた。カードの種類は、誰でもいつでも使用できる普通バスカード、平日10時から16時までと休日終日に誰でも使える昼間バスカード、学生がいつでも使用できる通学バスカードの3つであった。
名鉄バス岐阜地区撤退後の2004年（平成16年）10月1日以降も、岐阜市営バスでは最後まで名鉄バス発行のカードが使用できた。岐阜市営バス廃止の2005年（平成17年）4月1日以降も、発行済みの市営バスカードは岐阜バスで使用できた。また、岐阜市役所に岐阜バスカード自動販売機が設置されていた。
その後、岐阜バスでは2008年（平成20年）3月31日をもってバスカードの取り扱いを終了し、3事業者発行分すべてのカードが利用終了した。バスカードの払い戻しも同年9月30日をもって終了した。

### バスカードの券種
| 発売額＼種類 | 普通      | 昼間      | 通学      |
| ------------ | --------- | --------- | --------- |
| 1,000円      | 1,050円分 | 1,150円分 | 1,150円分 |
| 2,000円      | 2,200円分 | 2,600円分 | 2,600円分 |
| 3,000円      | 3,350円分 | 3,950円分 | 3,950円分 |
| 5,000円      | 5,750円分 | 6,750円分 | 6,750円分 |

## 路線
括弧内の数字は系統番号。

### 2005年4月1日譲渡
- (1) (11) (101) (111) 長良線 - 岐阜バス「市内ループ線」（2024年現在、経路変更あり）
- (6) 加納南線 - 岐阜バス「加納南線」（2024年現在）

### 2004年4月1日譲渡
- (2) (21) (22) 加納島線 - 岐阜バス「加納島線」（2020年現在）
- (5) (55) 鏡島市橋線 - 岐阜バス「鏡島市橋線」（2020年現在、区間廃止あり）
- (8) 鏡島大橋線 - 2010年廃止
- (9) (99) 岩戸入舟線 - 2020年4月1日廃止[4][5]

### 2003年4月1日譲渡
- (7) (77) 曽我屋線 - 岐阜バス「曽我屋線」（2024年現在、経路変更あり）
- (13) (33) 三田洞線 - 岐阜バス「三田洞線」（2024年現在、区間廃止あり）
- 市立短大線
- (14) 椿洞線（期間限定路線）- 2019年4月1日廃止[5]
- 上加納線（期間限定路線）- 2019年4月1日廃止[5]
- 鏡島弘法線（期間限定路線・毎月21日運行）- 2019年3月21日最終運行、同年3月31日廃止[5][6]

## 車両
岐阜県各務原市に長年バス製造工場を置いていた川崎重工業製（旧：川崎航空機）車体のみを導入していた。川崎重工製車体がいすゞ純正ボディに指定され、川崎重工がいすゞ自動車のみのバスを製造するようになった後は、いすゞ製バスのみ導入した。ただし、日産ディーゼル（当時、現：UDトラックス）製中型車（富士重工業車体架装）も一部導入された。
車体カラーリングは白地に明るい緑と青のツートンカラーで、車両前面と側面に、岐阜市の代表的な伝統行事である長良川鵜飼の鵜のイラストが描かれていた。

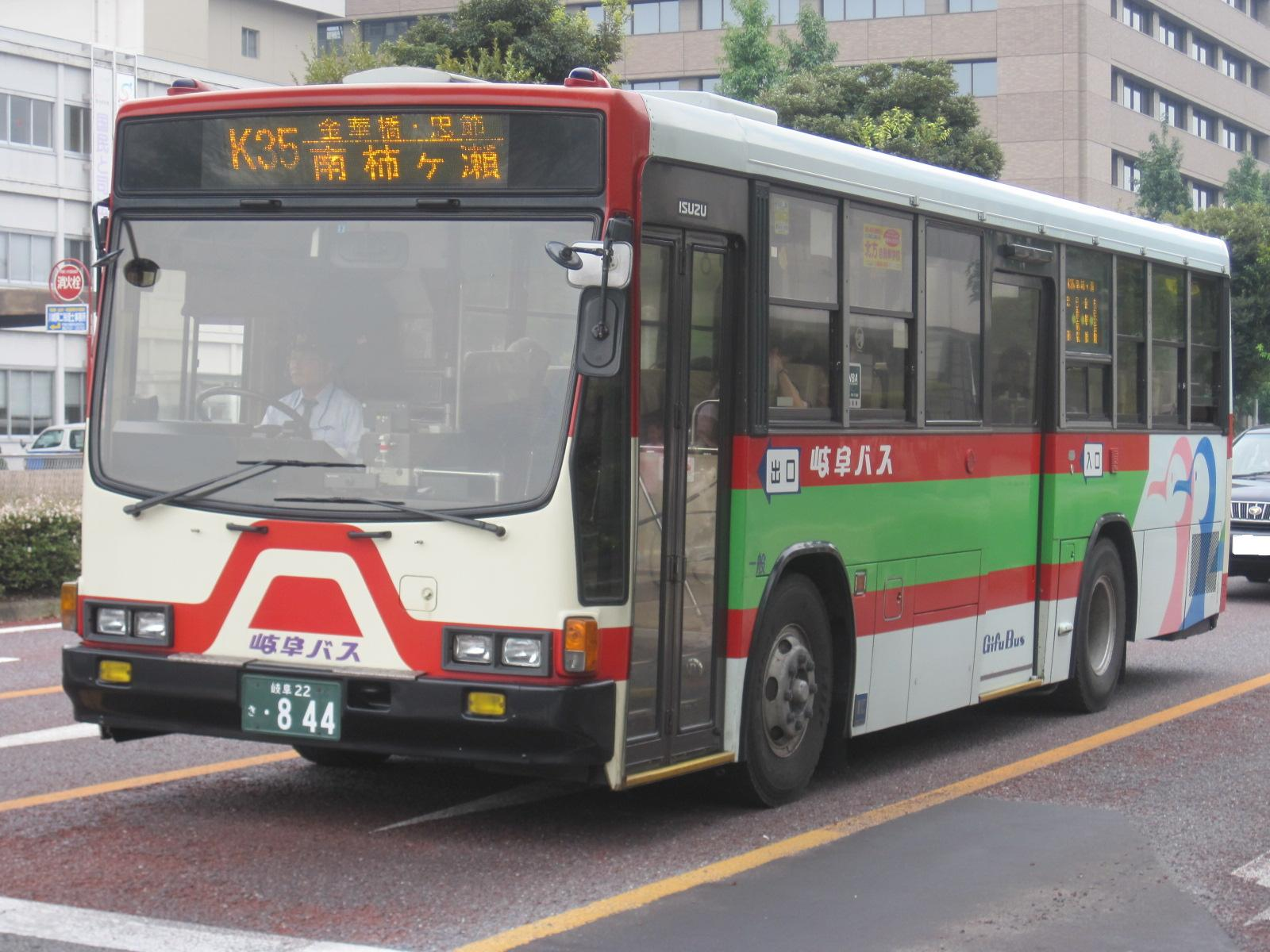
岐阜バスへの移籍車。旧市営バスの塗色が残されている。

岐阜バスへの路線移管に伴い、ほとんどの車両は岐阜バスへ譲渡され、岐阜バス色に塗り替え（一部車両は側面の緑色塗装は市営バス塗装のまま）運用された。この他に1台は岐阜バスコミュニティへ、2台はエスラインギフへ譲渡された。市営バスからの移籍車は、岐阜バスでは2013年（平成25年）秋までにすべて除籍されている。
なお、岐阜バスは東日本大震災で被災し車両を失ったミヤコーバスへの支援で10両を譲渡したが、そのうち3台は車体に鵜が描かれた旧市営バスの車両であった。2018年（平成30年）現在、そのうち1両（側面は岐阜市営バス時代の塗装）は予備車として運用され、2019年（令和元年）廃車予定であった。